# ستالا
ستالا (به ایتالیایی: Settala) یک کومونه در ایتالیا است که در استان میلان واقع شده‌است.

## خصوصیات
ستالا ۱۷٫۵ کیلومترمربع مساحت و ۶٬۴۶۰ نفر جمعیت دارد.